# Glavočić šiljoglav
Glavočić šiljoglav (lat. Pomatoschistus quagga) riba je iz porodice glavoča (lat. Gobiidae). Ova vrsta glavoča naraste do 6 cm duljine. Pronađen je na više lokacija u srednjem Jadranu, te se kod nas smatra brojnijom vrstom. Živi u priobalnom pojasu, na dubinama do 50 metara, najčešće na pjeskovitom dnu obraslom posidonijom.   Žućkaste je boje, s bijelkastim predjelima na leđima. Mužjaci imaju 4 okomite tamne pruge, a ženke 3. Mužjaci također imaju tamnu mrlju na uzglavlju. Tijelo mu je prekriveno ljuskama, dok su vrat i glava goli.

## Rasprostranjenost
Glavočić šiljoglav živi samo u Mediteranu, gdje je endemska vrsta i to na njegovom zapadnom dijelu, uključujući i Jadran.

## Vanjske poveznice
|  | Zajednički poslužitelj ima još gradiva o temi Pomatoschistus quagga |
|  | Wikivrste imaju podatke o taksonu Pomatoschistus quagga             |